# Braybrooke
Braybrooke är en civil parish i Storbritannien.   Den ligger i grevskapet Northamptonshire och riksdelen England, i den södra delen av landet, 120 km norr om huvudstaden London.